# Ла Стреа (Лече)
Ла Стреа (итал. La Strea) је насеље у Италији у округу Лече, региону Апулија.
Према процени из 2011. у насељу је живело 34 становника. Насеље се налази на надморској висини од 8 м.